# Lymeon bifasciator
Lymeon bifasciator là một loài tò vò trong họ Ichneumonidae.